# Selec
Selec (ungarisch Szelec) ist eine Gemeinde im Nordwesten der Slowakei mit 1007 Einwohnern (Stand 31. Dezember 2024). Sie gehört zum Okres Trenčín, einem Kreis des übergeordneten Trenčiansky kraj.

## Geographie
Die Gemeinde liegt inmitten des Považský Inovec (deutsch: Inowetz) in einem kleinen Talkessel zwischen dem Vorgebirge und dem Hauptkamm, am Bach Selecký potok – einem linken Zufluss der Waag – der vom Süden nach Norden fließt. Östlich des Ortes erhebt sich der höchste Berg von Považský Inovec, der Inovec (1042 m n.m.), das Ortszentrum liegt auf der Höhe von 319 m n.m. Selec ist 16 Kilometer von Trenčín entfernt.
Das Katastralgebiet ist zumeist bewaldet. Zu den geschützten Naturgebieten gehören der Selecký potok und das Selecké kamenné more (wörtlich „Steinmeer von Selec“).

## Geschichte
Selec wurde zum ersten Mal 1439 als villa Selcz schriftlich erwähnt und gehört zum Herrschaftsgut der Herrn in Trentschin. Zur Zeit der Erwähnung war es jedoch schon ein entwickelter Ort, daher lässt sich die Gründung mehrere Jahrhunderte zurückführen. Die Haupteinnahmequellen der Bevölkerung waren im Laufe der Zeit Landwirtschaft, Weberei, im 18. und 19. Jahrhundert ein Papierwerk und im 20. Jahrhundert Herstellung von Holzgeschirr. Die meisten Einwohner reisen jedoch zur Arbeit in die Stadt Trenčín.

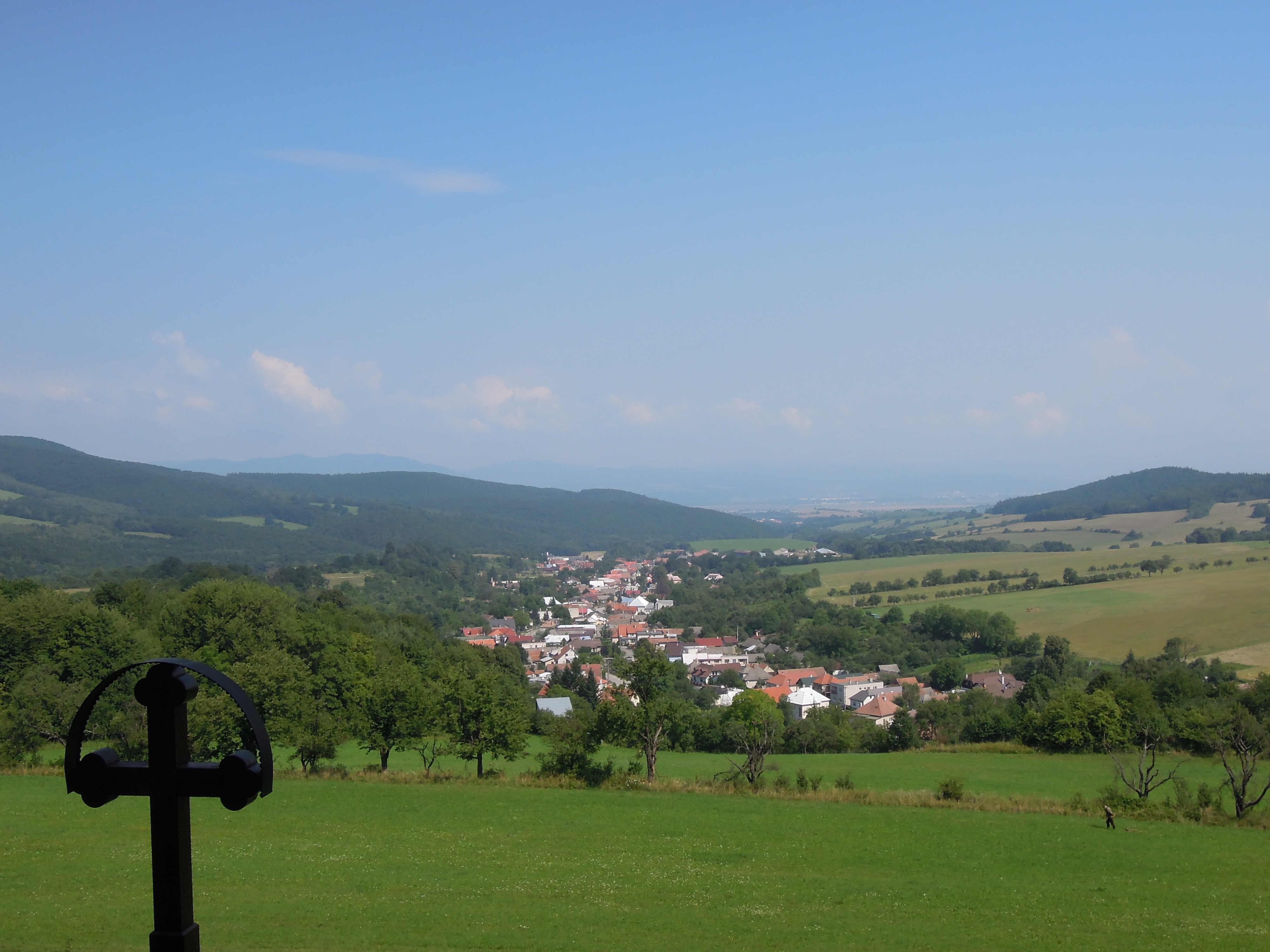

## Bevölkerung
| Jahr                | 1994 | 2004    | 2014    | 2024    |
| ------------------- | ---- | ------- | ------- | ------- |
| Anzahl der Personen | 904  | 957     | 1004    | 1007    |
| Unterschied         |      | +5,86 % | +4,91 % | +0,29 % |

| Jahr                | 2023 | 2024    |
| ------------------- | ---- | ------- |
| Anzahl der Personen | 1004 | 1007    |
| Unterschied         |      | +0,29 % |